# Damian von Sebottendorf

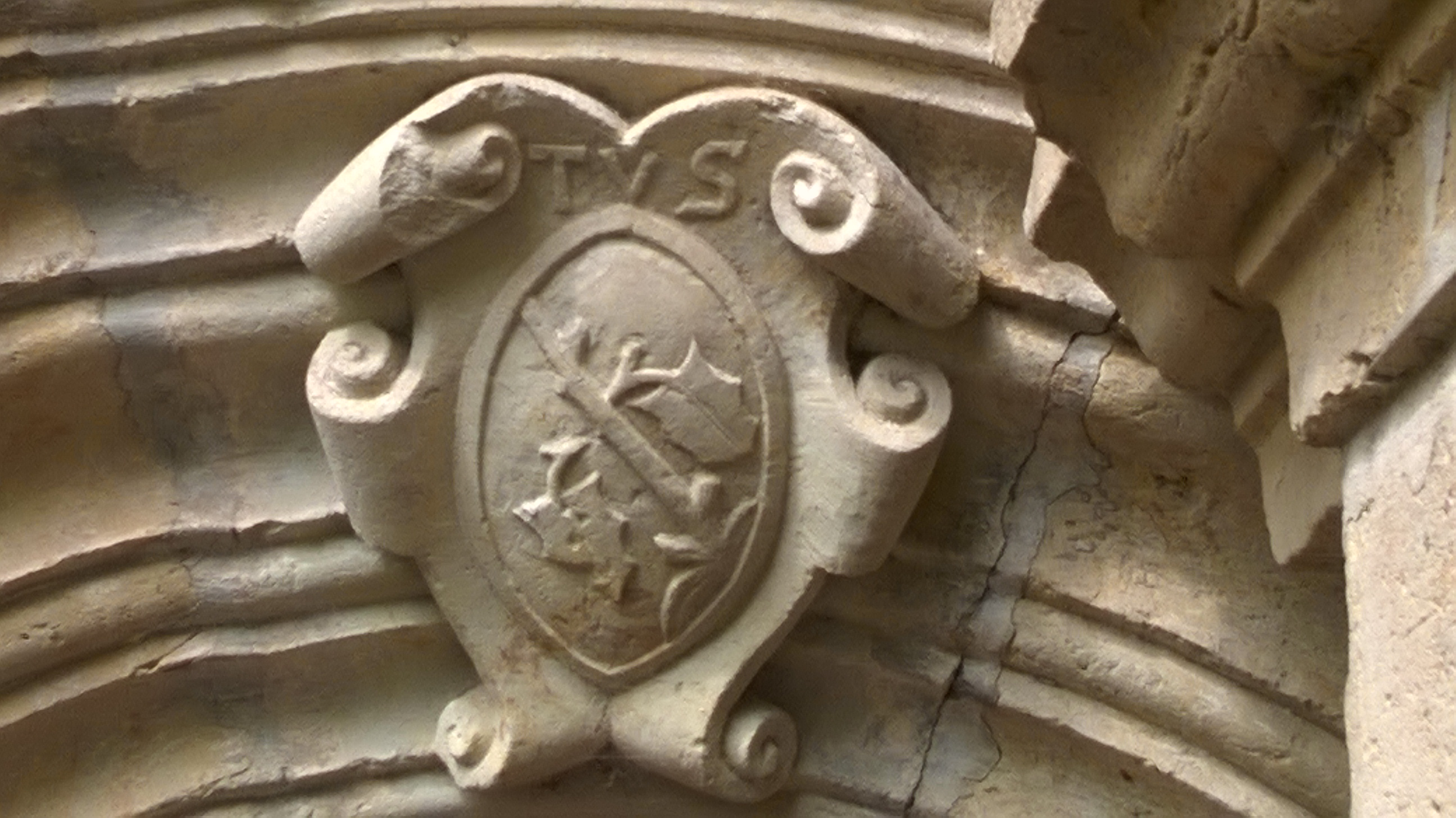
Wappen der Familie von Sebottendorf am Schloss Rottwerndorf

Damian von Sebottendorf (* 1519 in Kummern; † 1585) war ein deutscher Hofrat und von 1557 bis zu seinem Tod Reichspfennigmeister im Ober- und Niedersächsischen Reichskreis.

## Leben
Bis zu dessen Tod im Jahr 1553 diente er als Geheimsekretär für den Kurfürsten Moritz von Sachsen. Unter dessen Nachfolger August war er anschließend Hofrat. Im Jahre 1563 bekleidete Damian von Sebottendorf das Amt des Obersteuereinnehmers und war seit 1574 Geheimer Rat. Weiterhin fungierte er als Beisitzer am Oberhofgericht, diente als Diplomat bei auswärtigen Verhandlungen und spielte als Einnehmer der Tranksteuer oder im Obersteuerkollegium eine wichtige Rolle in der kursächsischen Finanzverwaltung.
Daneben war er als Reichspfennigmeister und Pfennigmeister des Reichskreises tätig. Das Amt des für den nieder- und den obersächsischen Reichskreis zuständigen Reichspfennigmeisters hatte er seit dem Reichstag zu Augsburg in den Jahren 1556/57 inne. Auf diesem Reichstag wurde die räumliche Aufteilung der Zuständigkeit des Reichspfennigmeisters auf zwei Amtsinhaber beschlossen. Damian von Sebottendorf war der erste Reichspfennigmeister für die beiden sächsischen Reichskreise und bekleidete dieses Amt bis zu seinem Tod im Jahr 1585.
Damian von Sebottendorf veranlasste ab 1556 den Wiederaufbau des Herrenhauses in Rottwerndorf im Stil eines Renaissanceschlosses.
Im Zuge der Auflösung der Herrschaft Graupen erwarb ein Damian (Tam) von Sebottendorf am 18. Januar 1580 die zur Krone Böhmens gehörigen Dörfer Schönwald, Nollendorf und Peterswald im Osterzgebirge und vereinigte diese zur Herrschaft Schönwald. Der Herrensitz und der Meierhof stammen aus dieser Zeit.